# Хмелевський Йосип Целестіанович
Йосип Целестіанович Хмелевський (рос. Іосифъ Хмѣлевскій, пол. Józef Chmielewski; нар. 18 березня 1849, Варшава, Королівство Польське — пом. 5 серпня 1924, Полтава, Полтавська округа, Полтавська губернія, УСРР) — фотограф-художник. Учасник 20 міжнародних фотовиставок. Володар золотих медалей і дипломів.

## Біографія
Йозеф Хмелевський народився у Варшаві у сім'ї польського шляхтича і російської дворянки. Після арешту батька, який брав участь у польському повстанні 1863-64 років, Йозеф з матір'ю переїжджає до Петербурга, де працював у фотоательє Болеслава Галущинського.
У 1875 році він познайомився в Смольному з онукою полтавського провізора Костянтина Ромера, цього ж року одружився і переїхав з Петербурга до Полтави, де мешкали батьки його дружини. Тесть, Марко Костянтинович Ромер, теж був полтавський провізор.
Молодята оселилися в будинку, який так і називався: будинок Ромера.
Того ж 1875 року Й. Хмелевський відкрив у Полтаві фотоательє, яке було на той час одним з найкращих у Російській імперії. Ательє працювало у Полтаві на вул. Олександрівській у буд. № 46.
Вже 1876 року на його візитці було зазначено: «Фотографическое заведеніе І. Хмѣлевскаго въ Полтавѣ. На Александровськой улицѣ въ домѣ Ромера».
У 1880 році Хмелевський переїжджає у двоповерховий будинок купця першої гільдії Онуфрія Васильєва по вул. Олександрівській, № 30 (де зараз центральна аптека).
Приблизно з 1885 до 1896 року помічником у Хмелевського працював  Михайло (Меєр-Хацк, Мойсей) Фріденталь (1868—1935).

## Роботи
Протягом майже півстоліття Хмелевський фіксував життя українського краю, зберігши для нащадків образи багатьох людей. Роботи «на полтавську тематику» експонувалися на багатьох вітчизняних і міжнародних виставках, де одержували високі нагороди, їх охоче публікували журнали Росії. За знімками Хмелевського надруковані цілі серії поштових листівок «Типи Малоросії» і «Краєвиди Полтавщини». Хмелевський — автор-видавець фотоальбомів «Гоголь на Родине» і «Губернский земский дом в Полтаве». У нього знімалися Володимир Короленко, Панас Мирний, Григорій Мясоєдов, Микола Скліфосовський, Марія Башкирцева, Марія Заньковецька та інші.
Учасник 20 міжнародних фотовиставок, Хмелевський отримав медалі на виставках в Лозанні в 1890 році, в Брюсселі в 1891 році, в Чикаго в 1893 році, на всесвітніх виставках у Парижі в 1889 і 1900 роках.
Фотографував велику групу діячів культури, які  приїздили у 1903 р. на відкриття пам'ятника Івану Котляревському.

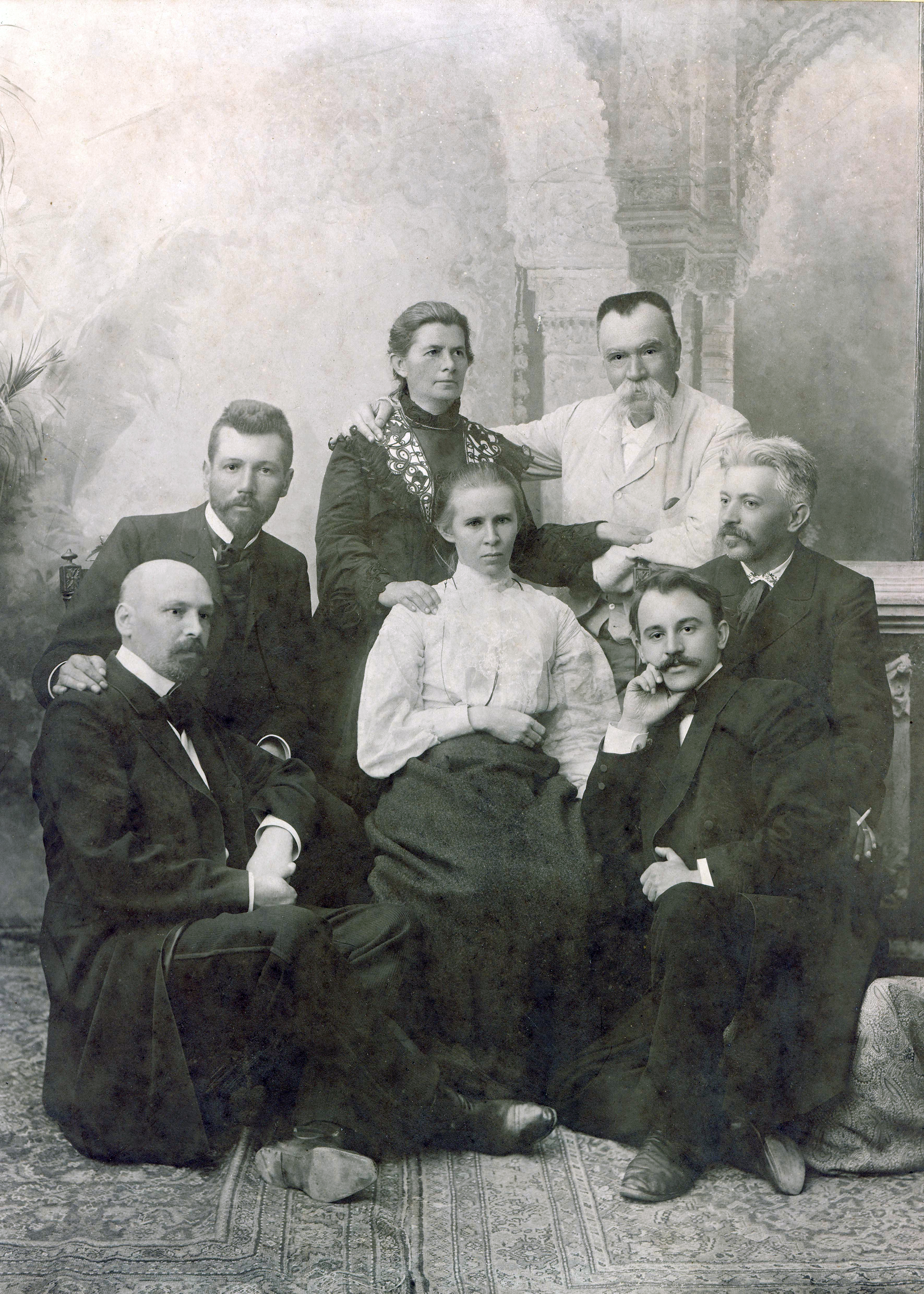
Діячі української культури на відкритті пам'ятника Котляревському в Полтаві. Зліва направо: Михайло Коцюбинський, Василь Стефаник, Олена Пчілка, Леся Українка, Михайло Старицький, Гнат Хоткевич, Володимир Самійленко
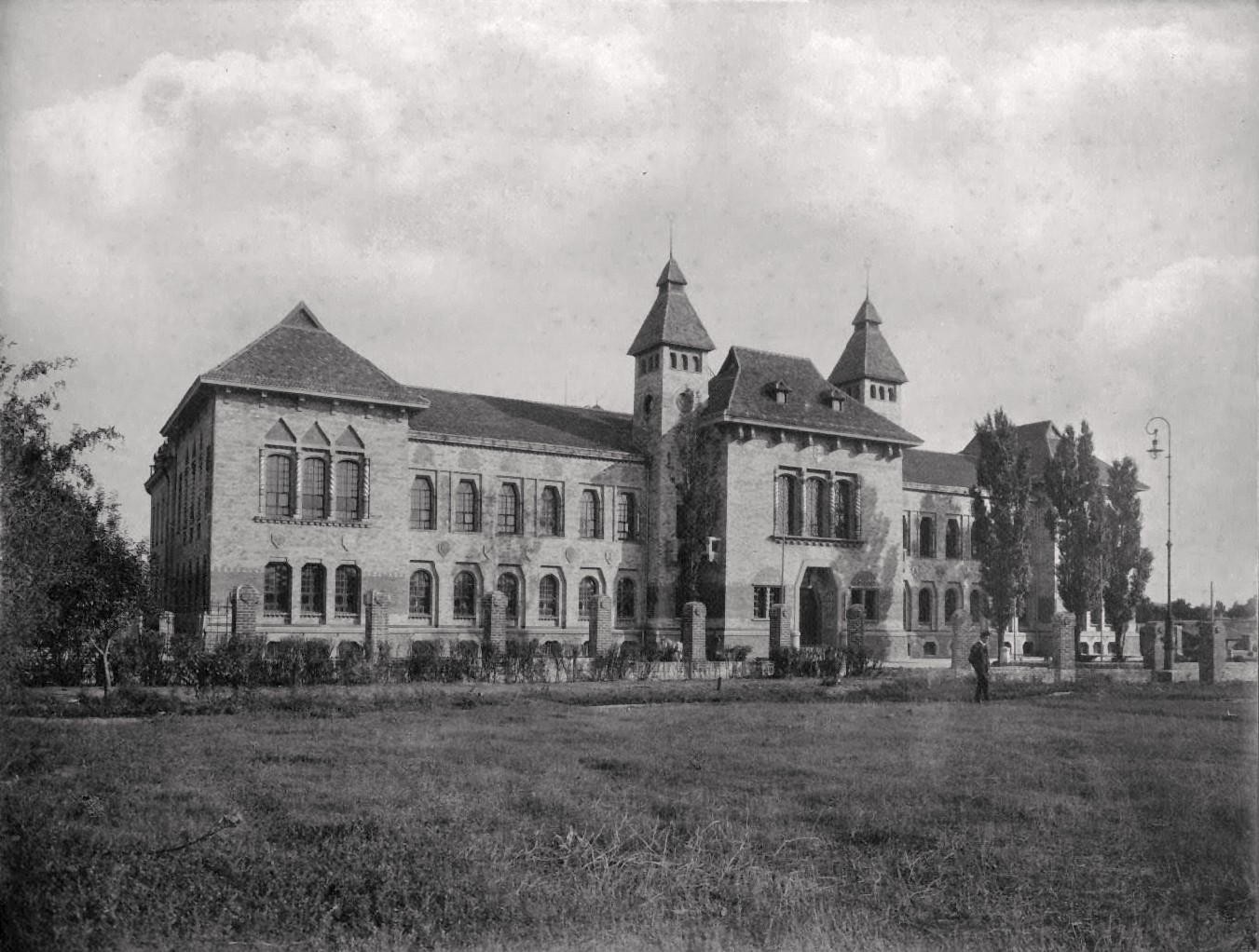
Будинок Полтавського губернського земства (зараз у ньому розташований краєзнавчий музей).
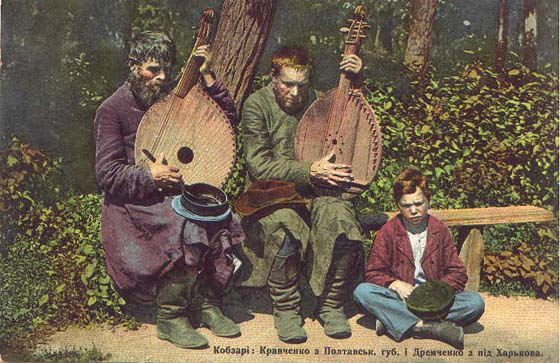
Кобзарі Кравченко і Дремченко.